# Edita Pučinskaitė

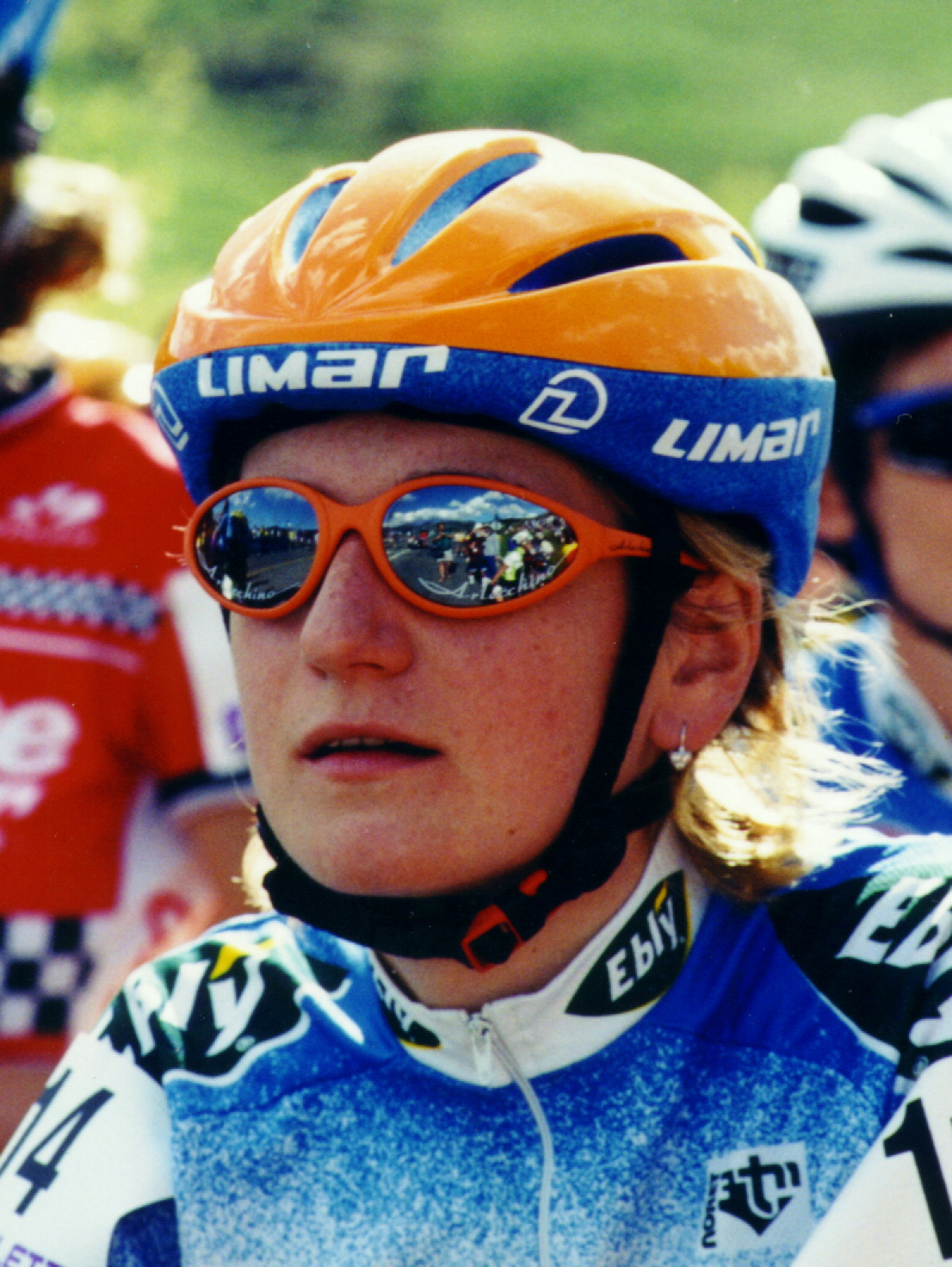
Edita Pučinskaitė 1999

Edita Pučinskaitė (* 27. November 1975 in Naujoji Akmenė) ist eine ehemalige litauische Radrennfahrerin. Sie war eine der erfolgreichsten Fahrerinnen auf der Straße von Ende der 1990er Jahre bis in die 2000er Jahre hinein.
1998 gewann Edita Pučinskaitė die Internationale Thüringen-Rundfahrt der Frauen und die Tour de France der Frauen, die Grande Boucle Féminine. 1999 war sie Weltmeisterin im Straßenrennen, 2001 wurde sie Vizeweltmeisterin. 2006 und 2007 gewann sie den Giro d’Italia Femminile, 2005 und 2007 auch die Berner Rundfahrt.

## Erfolge (Auswahl)
1997
- Liberty Classic

1998
- Grande Boucle Féminine
- Internationale Thüringen-Rundfahrt der Frauen

1999
- Giro della Toscana
- Weltmeisterin – Straßenrennen

2000
- Trophée des Grimpeurs

2001
- Trophée d’Or Féminin

2002
- Emakumeen Bira
- Litauische Meisterin – Einzelzeitfahren

2004
- Trophée d’Or Féminin

2005
- Berner Rundfahrt
- Tour Cycliste Féminin International de l’Ardèche
- Vuelta Ciclista Femenina a el Salvador

2006
- Litauische Meisterin – Einzelzeitfahren
- Giro d’Italia Femminile

2007
- Berner Rundfahrt
- Giro del Trentino Alto Adige
- Litauische Meisterin – Einzelzeitfahren
- Giro d’Italia Femminile

## Teams
- 1999 Acca Due O
- 2000 Alfa Lum – RSM
- 2001 Alfa Lum
- 2002 Figurella
- 2003–2004 SC Michela Fanini Record Box
- 2005–2006 Nobili Rubinetterie-Menikini Cogeas
- 2007–2008 Equipe Nürnberger
- 2009 Cmax Dilà
- 2010 Gauss Rdz Ormu